# آدولف شمال
آدولف شمال (آلمانی: Adolf Schmal؛ ۱۸ اوت ۱۸۷۲ – ۲۸ اوت ۱۹۱۹) یک دوچرخه‌سوار و شمشیرباز اهل اتریش بود.
از افتخارات وی می‌توان به کسب مدال طلا دوچرخه‌سواری ۱۲ ساعت و مدال برنز تایم تریل و ۱۰ کیلومتر در بازی‌های المپیک تابستانی ۱۸۹۶ اشاره کرد. شمال همچنین در مسابقات شمشیربازی سابر المپیک ۱۸۹۶ در رده چهارم قرار گرفته‌است.